# Юбі Блейк
Юбі Блейк (англ. Eubie Blake, 7 лютого 1887, Балтимор, США — 12 лютого 1983) — американський композитор, піаніст та керівник оркестру, що писав твори й виконував у жанрах реґтайм, а потім джаз. Написав свій перший твір Charleston Rag у віці 16 років, у 1903 році. До початку 1920-х писав у жанрі регтайм, потім почав писати в джазовому стилі. У 1940-х знов почав публікувати свої твори в жанрі реґтайм, у якому вважається за одного з найвпливовіших авторів.

## Твори в жанрахреґтаймтаджаз
- 1903 : Charleston Rag [Sounds of Africa]
- 1907 : Kitchen Tom
- 1907 : Brittwood Rag
- 1910 : The Baltimore Todolo
- 1910 : Poor Jimmy Green
- 1910 : Poor Katie Rad
- 1910 : Novelty Rag
- 1911 : Tickle the Ivories
- 1914 : Ragtime Rag
- 1914 : The Chevy Chase — Fox Trot
- 1914 : Fizz Water — Trot and One Step
- 1914 : Classic Rag
- 1915 : Baltimore Buzz
- 1916 : Bugle Call Rag [avec Carey Morgan]The Chevy Chase, 1914Fizz Water, 1914
- 1919 : Blue Rag in Twelve Keys
- 1919 : Black Keys on Parade
- 1921 : Fare Thee Honey Blues
- 1921 : It's Right Here for You

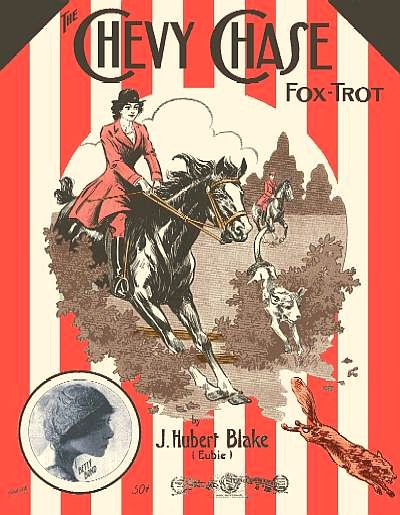
The Chevy Chase, 1914

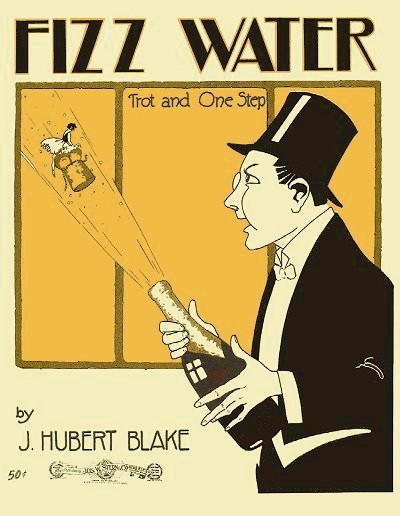
Fizz Water, 1914

- 1923 : That Syncopated Charleston Dance
- 1923 : Rain Drops
- 1930 : Memories of You
- 1935 : Butterfly
- 1935 : Truckin' On Down
- 1936 : Blue Thoughts
- 1945 : Boogie Woogie Beguine
- 1949 : Dicty's On Seventh Avenue
- 1950 : Capricious Harlem
- 1958 : Hot Feet
- 1959 : Tricky Fingers
- 1959 : Ragtime Toreador
- 1969 : Eubie's Boogie
- 1971 : Troublesome Ivories
- 1971 : Melodic Rag
- 1971 : Novelty Rag
- 1972 : Eubie Dubie [avec Johnny Guarinieri]
- 1972 : Eubie's Classical Rag
- 1972 : Valse Marion
- 1973 : Rhapsody in Ragtime
- 1974 : Randi's Rag
- 1975 : Betty Washboard's Rag